# Тополница (Радовиште)
Тополница (мкд. Тополница) је насеље у Северној Македонији, у југоисточном делу државе. Тополница је насеље у оквиру општине Радовиште.

## Географија
Тополница је смештена у југоисточном делу Северне Македоније. Од најближег града, Радовишта, насеље је удаљено 12 km западно.
Насеље Тополница се налази у историјској области Јуруклук. Насеље је положено северно од Радовишког поља, на југозападним падинама планине Плачковице. Надморска висина насеља је приближно 500 метара. 
Месна клима је континентална.

## Становништво
Тополница је према последњем попису из 2002. године имала 562 становника.
Већинско становништво у насељу су етнички Турци (89%), а мањина су етнички Македонци (10%). Почетком 20. века целокупно становништво су били Турци.
Претежна вероисповест месног становништва је ислам, а мањинска православље.